# Барло (Чад)
Барло (фр. Barlo) — деревня в Чаде, расположенная на территории региона Гера.

## Географическое положение
Деревня находится на юге центральной части Чада, к западу от заповедника Абу-Тельфан, на высоте 508 метров над уровнем моря.
Населённый пункт расположен на расстоянии приблизительно 361 километра к востоку от столицы страны Нджамены.

## Климат
Климат деревни характеризуется как полупустынный жаркий (BSh в классификации климатов Кёппена). Среднегодовая температура воздуха составляет 28,8 °C. Средняя температура самого холодного месяца (января) составляет 25,4 °С, самого жаркого месяца (апреля) — 33,4 °С. Расчётная многолетняя норма осадков — 646 мм. В течение года количество осадков распределено неравномерно, основная их масса выпадает в период с мая по октябрь. Наибольшее количество осадков выпадает в августе (220 мм).

## Транспорт
Ближайший аэропорт расположен в городе Монго.